# Wave Motion
Wave Motion is een internationaal, aan collegiale toetsing onderworpen wetenschappelijk tijdschrift over golfverschijnselen, onder andere in de akoestiek, de optica en de seismologie.
Het wordt uitgegeven door Elsevier en verschijnt 8 keer per jaar.
Het eerste nummer verscheen in 1979.